# ブルー・ハワイ
ブルー・ハワイ（英: Blue Hawaii）はその名の通りにハワイで誕生したトロピカルカクテルの1つ。

## 歴史
1957年にアメリカ合衆国のハワイ州、ホノルル市にあるホノルル・カイザー・ハワイアン・ヴィレッジ（Honolulu's Kaiser Hawaiian Village、現ヒルトン・ハワイアン・ビレッジ・ビーチ・リゾート&スパ）のバーテンダーであったハリー・イーが考案したカクテルである。ボルスのブルー・キュラソーを使用した特徴的なカクテルを依頼されたことによる。イーが考案したレシピは現在のブルー・ハワイとは少々異なるが、特徴的な青色とパイナップルをグラスに飾る技法は現在にも受け継がれている。ブルー・ハワイはヒルトン・ハワイアン・ビレッジのシグネチャーカクテルとなっている。
カクテルの名称は、エルヴィス・プレスリーが主演する1961年の同名映画の影響とされることもあるが（上述のようにカクテルの発祥のほうが早い）、1937年の映画『ワイキキの結婚』でビング・クロスビーが歌った同名の楽曲に由来するものである。なお、この曲はプレスリーの映画でも主題歌としてカバーされている。イーは自身が考案したカクテルに映画や歌の名前をつけることが多かった。
イーが考案した多くのトロピカルカクテルはマイタイなどを産み出したアメリカ本土のトレーダーヴィックスと共にティキ・カルチャーを普及させることに大いに役立った。
かき氷等のシロップで存在する、いわゆる「ブルー・ハワイ」は、このカクテルの色味と味わいに似せて作られたものである。

## レシピの例
材料
- ホワイト・ラム - 30ml
- ブルー・キュラソー - 15ml
- パイナップル・ジュース - 30ml
- レモン・ジュース - 15ml

作り方
1. 氷と共に全ての材料をシェイクし、クラッシュドアイスを入れたグラスに注ぐ。
2. パイナップルなど好みのフルーツを飾る。
3. ストローを2本添える。なお、2本添えるのはクラッシュドアイスがストローに詰まった際の予備である。

イーの初期のレシピではウォッカやシュガーシロップが加えられていた。

## バリエーション
ブルー・ハワイアン
レモン・ジュースをココナッツミルクにかえる。